# Аргонавтика
Аргонавтика (на гръцки: Ἀργοναυτικά) е гръцка епическа поема, написана от Аполоний Родоски през 3 век пр.н.е. „Аргонавтика“ разказва мита за пътешествието на Язон и аргонавтите по пътя им към Колхида със задачата да намерят Златното руно. На латински „Аргонавтика“ е известна в два превода на Валерий Флак и Варон Атацин.

## Въздействие
„Аргонавтика“ е един смел опит за поета да пренапише епическа творба, като тези на Омир по начин, и написаното да отговаря на изискванията на литературата по това време. Литературата през 3 век пр.н.е. е представлявала основно кратки, щателни поеми, с теми за елитарност и начетеност, като най-видният пример за това са творбите на Калимах. Като представя епическия жанр на читателите, Аполоний показва на съвременниците си, че литературата може да бъде нещо друго, като същевременно слага основите за създаването на романтичния роман.
Творбата има дълбоко влияние върху римската литература, като влияе на известни поети като Овидий, който използва образа на Медея в творчеството си, и Вергилий, който взима модела на „Аргонавтика“ и го прилага върху поемата си „Енеида“

## Сюжет

### Книга I
Поемата започва с цар Пелий, който научава пророчество, което казва, че неговата гибел ще се появи във формата на мъж с един сандал. Малко след това се появява Язон, който, щом прекосил водите по път за царството на Йолк, пристигнал само с един сандал на крака си. Пелий решава да прати Язон на опасно пътешествие с надеждата, че по пътя героят ще бъде погубен, и пророчеството няма да се сбъдне. Язон ще се качи на кораба Арго, построен от Аргос, син на Арестор, с напътствията на богинята Атина.
Но Язон няма да се качи на кораба сам. С него се качват много други, и заедно с още 49 герои, те съставят аргонавтите. Сред тях са имена като: Орфей (син на Калиопа), Астерион, Еритос и Екион (синове на Хермес), Херакъл (син на Зевс), Девкалион (син на цар Минос), Пелей (син на Еак), Акастос (син на цар Пелий), и строителят на кораба, Аргос (син на Фрикс)
Аргонавтите планират да отплават от Йолк, на източния бряг на Тесалия. Язон призовава екипажа, за да изберат водач за великото плаване. По-голямата част от героите смятат, че Херакъл е най-подготвен за това. Херакъл обаче е на твърдото мнение, че Язон трябва да бъде лидер, и останалите се примиряват с избора му. След като по общо съгласие Язон става предводител, той нарежда на екипажа да изтегли кораба Арго на брега, и да го закотви. Вечерта преди да отплават героите принасят в жертва на Аполон два бика, след което започва пиршество. Язон, обаче, не пирува с другите, а е отдръпнат и мрачен. Един от героите, Идас, подозира, че предводителят им изпитва страх от предстоящото пътешествие, и започва да се хвали, че неговото копие може да повали всяко препятствие. Идмон, от своя страна, обвинява Идас в пияно самолюбие и му напомня, че историята е виждала много други герои като него, които накрая, въпреки увещаващите си думи, са повалени от вражески стрели. Преди да се стигне до бой обаче, Орфей взема своята лирата и започва да свири и да пее. Вълшебната песен слага край на предстоящата кавга, преди да е започнала. На сутринта, аргонавтите отплават от Йолк. Язон не се обръща назад към хората, които изпращат героите, а гледа само напред към морето с насълзени очи от мъка по дома си.
Първото пристанище, на което пристигат, е това в Лемнос, където жените безскрупулно са убили всички мъже от омраза. Водач на женското царство е Хипсипила, дъщеря на бившия цар. Женското правителство иска аргонавтите да останат на острова, за да могат да им правят деца и да вършат работа на полето. Язон бива призован лично от царица Хипсипила в двореца на Лемнос. Щом Хипсипила вижда Язон, тя веднага се влюбва в него. След тази среща героите остават за няколко дни на острова, и повечето от тях си намират жени, което забавя отплаването им още повече. Херакъл, ядосан от слабостта на другарите си, привиква всички мъже при себе си, за да ги укори, че, че не се държат като истински герои, и че славата, която търсят, няма да бъде постигната на този остров, пълен само с жени. Аргонавтите, смутени от думите му и засрамени, веднага започват приготовленията, за да отплават възможно най-скоро. Преди да продължат пътешествието си, Язон се сбогува с Хипсипила, като ѝ заръчва, ако е писано тя да му роди син, нека го прати при родителите на Язон, за да се грижат те за детето.
Корабът Арго минава през пролива Хелеспонт и стигат до земите на Дардания. Там, младият цар Кизик ги приветства гостоприемно и ги приютява в земите си. През нощта, обаче, избухва сблъсък – аргонавтите объркват войните на цар Кизик за врагове, пратени да ги убият. Язон убива цар Кизик. След като научава за смъртта на съпруга си, вдовицата Клейте от мъка отнема живота си. И двете страни на битката скърбят за тежките жертви, породени от невнимание. След погребението на достолепния цар, Язон изкачва планината Диндимон, за да направи жертвоприношение, което да угоди на боговете. Докато корабът Арго не може да потегли, забавен от силни ветрове, пророкът Мопсус има видение, от което разбира, че трябва да се издигне култ към майката на боговете Рея, за да може да продължат героите със задачата си. Когато това бива изпълнено, ветровете спират, и корабът Арго потегля отново.
Героите стигат до Хиос. Младият оръженосец на Херакъл, Хилас, е отвлечен от морска нимфа, което кара Херакъл да губи контрол и да почне налудничаво търсене за оръженосеца си. Когато аргонавтите потеглят отново, Херакъл и Полифем, който остава да продължи търсенето с него, биват изоставени назад, което кара един от героите, Теламон, ядосано да обвини Язон, че ги е изоставил нарочно, и че това е част от неговия план. В този момент морското божество Главк се надига от морето и увещава героите да не се връщат за изоставените си другари, защото това е против волята на боговете. Така аргонавтите продължават плаването си.

### Книга II
Корабът Арго пристига при Бебриките, където цар Амик, още преди да знае кои са аргонавтите, предизвиква на ръкопашен двубой най-силният мъж от екипажа им. Полидевк храбро доброволства за този дуел, и макар че цар Амик е висок и силен като скала, Полидевк има много двубои зад гърба си, и успява да повали исполина с фатален удар. Бебриките реагират враждебно към победителя, като изваждат оръжията си, готови за битка. Но останалите герои се втурват на помощ на техния другар, и успяват да прогонят вражеските воиници. След като взимат няколко овце на борда, героите отплават отново. Пристигат в Боспорското царство, където срещат Финей, бивш цар на Тракия, наказан със стара възраст и заслепен от самия Посейдон за издаване на божествени тайни, видени от пророческите му умения, дадени от Аполон. Финей предрича, че аргонавтите ще го спасят от участта му, като прогонят харпиите, които го похищават всеки ден. Двамата бореади Зет и Калаид успяват да прогонят чудовищата чак до остров Крит. От благодарност, Финей напътства аргонавтите как да преминат през непреодолимите скали, които стоят на пътя им. Гадателят предсказва, че на връщане те ще минат по друг маршрут, и ще трябва да дадат една жертва, за да продължат.
Щом успяват да преминат през смъртоносните скали, със съветите на Финей и благословията на Атина, мореплавателите излизат на Черно море. Докато отбиват на един изоставен остров, те виждат Аполон да лети към битка с хиперборейците.
Следващата спирка на героите е река Ахерон, която е едно от местата, от които може да се влезе в подземното царство на Хадес. Там гостоприемно ги посреща цар Лик. Докато аргонавтите престояват там, пророкът Идмон умира, повален от сблъсък с диво прасе, а мореплавателят Тифис, който преди това управлява кораба, умира от заболяване.
Аргонавтите минават през реката Терме, където се е установило свирепото племе на амазонките, под предводителството на царица Хиполита. Преди да се стигне до сблъсък с жестокото племе, героите успяват да избягат. Скоро след това те се озовават на острова на Арес, пазен от неговите птици. Там екипажа намира и взима на кораба четиримата синове на героят Фрикс на кораба.
Докато корабът Арго плава, аргонавтите забелязват орела на Зевс да лети към Кавказ, за да извършва вечното наказание на титана Прометей, който е дал огъня на хората.
Книга II завършва с пристигането на Язон и аргонавтите на територията на царство Колхида.

### Книга III
Книга III започва не с пътешествието на аргонавтите, а с богините Хера и Атина. Зад гърбовете на другите богове двете съставят план да помогнат на героите в мисията им. Те искат помощта на Афродита и я молят да накара сина си Ерос да омагьоса младата Медея, дъщеря на владетеля на Колхида, цар Ет, за да се влюби тя в Язон.
Язон решава да опита да преговаря с цар Ет, и заедно със синовете на Фрикс, влизат в царския дворец. Там младата Медея стъписана започва да вика с пълни сили, което привлича вниманието на Халкиопа, майка на четиримата мъже, които придружават Язон в двореца, която не може да повярва, че ги вижда отново. Докато всичко това се случва, младият бог на любовта Ерос се е настанил под краката на Язон, и с детски смях пуска любовната си стрела към Медея. Младата принцеса на момента се влюбва в храбрия герой Язон. Цар Ет, обаче вижда, че нещо не е напълно както трябва, и пита синовете на Фрикс защо са се върнали толкова скоро. След като четиримата братя обясняват на владетеля с каква цел пристигат аргонавтите, царят веднага побеснява и обвинява новопристигналите, че искат да го свалят от власт. Язон внимателно успява да вразуми царя с успокоителни и убедителни думи, след което Ет, успокоен и замислен, предлага компромисно решение: Той ще даде на Язон Златното Руно, ако той премине през изпитание, което самият владетел е преминавал много пъти – да изрине полетата на Арес, населени от волове, които бълват огън от устите си. След това Язон ще трябва да посее зъб на дракон на полето и да се пребори с войниците, които ще поникнат от земята. Героят Язон не вижда друг изход и неохотно се съгласява на този подвиг, след което се връща на кораба, за да съобщи новината на останалите аргонавти. Медея, разкъсана от любов и мъка се моли на богинята Хеката да спаси възлюбеният ѝ Язон. В това време, Аргонавтите съставят план, в който Язон да убеди влюбената Медея да му помогне със страшната задача.
Язон и Медея тайно се срещат пред храм, посветен на Хеката. Героят усърдно моли влюбената жена да му помогне с изпитанието, като му даде отвара, която да го направи по-силен. Язон успява да поласкае Медея, която се съгласява да му помогне, обаче му напомня, че ако предаде нейната доброта, тя ще прелети до Гърция и жестоко ще го порицае.
На деня на изпитанието, аргонавтите получават драконовия зъб от цар Ет. Язон е изкъпан и облечен в лилави одежди. Преди да започне изпитанието, той прави жертвоприношение на Хеката. След това, той тайно пръска с отварата, дадена му от Медея, своето облекло, копието си и меча си. След като отива на полетата на Арес, героят успява да пребори опасните, бълващи огън волове, след което посява драконовия зъб. Когато се връща към задачата си (след кратка пауза, в която той пие отварата), Язон се изправя срещу поникналите от земята воини, които той успява да надхитри, като слага голям камък измежду тях. Каменните воини почват да се бият помежду си за камъка, което дава възможност на Язон да ги порази с лекота. Успехът на Язон в този подвиг разгневява цар Ет и той почва да крои друг план, с който да осуети мисията на аргонавтите.

### Книга IV
Книга IV започва с мислите на Медея, че цар Ет знае как тя е помогнала на Язон при подвига му. Изплашена, младата принцеса решава да напусне Колхида със синовете на Фрикс и възлюбения си, оставяйки там само един косъм от косата си. Раздвоена от чувства, тя съжалява, че се е срещнала с Язон и че се е влюбила в него. С пристигането си на кораба Арго, тя предлага помощ на героите, за да откраднат Златното Руно от змея, който го охранява. Трогнат от постъпката ѝ, Язон полага свещена клетва, че ще се ожени за Медея..
Когато пристигат в свещената горичка в която е Златното Руно, Медея успява да омагьоса гигантската змия, за да успее Язон да открадне руното. Впечатлен, героят отново заявява, че с Медея ще бъдат съпруг и съпруга. Двамата се връщат възможно по-бързо на кораба, след което Арго моментално опъва платна. Цар Ет, обаче, знае за предателството на дъщеря си, и е наредил на всички негови кораби да преследват аргонавтите. Когато корабът Арго пристига до река Халис, Язон си припомня съвета на стареца Финей, според който трябва да се върнат по различен маршрут. Героите стигат до морето на Кронус, където един от корабите на Ет, предвождан от Апсирт, брат на Медея, изненадващо ги пресреща. Апсирт предлага на Язон да задържи руното за себе си, но да предаде Медея на тях, за да решат те съдбата ѝ. Медея обаче знае, че това е хитра клопка, поставена от брат ѝ, и успява да състави нов план. Героите примамват Апсирт с подаръци, за да се качи на Арго. Когато Апсирт се качва на Арго, Язон му прави засада и го пронизва с копието си, с което приключва живота му.
Зевс вижда случилото се, и от ярост наказва аргонавтите заради бруталното убийство: Те не могат да се приберат у дома, освен ако не се пречистят от греховете, които са направили. Героите са принудени да плават към Еридан, откъдето излизат на море Сардиния. След като минават през земите на келтите, под закрилата на Хера, те пристигат при чародейката Кирка, на която те се молят да очисти греха на Язон и Медея. В началото Кирка отказва да изпълни молбата им, но Язон успява да я склони да му помогне. Пречистени от греховете си, аргонавтите потеглят отново.
Хера инструктира нимфата Тетида, че Медея е предопределена да се ожени в бъдеще за сина на Тетида, Ахил, и ѝ поставя задача да осигури безопасно пътуване на аргонавтите, заедно с нейните сестри, нереидите.
Аргонавтите успяват да преминат безопасно през сирените, като разчитат на вълшебната музика на Орфей. След това преодоляват Сцила, като минават през Блъскащите скали с помощта на нереидите.
Зад скалите героите попадат на друг Колхидски кораб. Алкиной, цар на най-близкото царство, се явява в ролята на медиатор и, макар и да не казва на аргонавтите, той споделя на жена си Аретуза, че смята да даде Медея на Колхида, освен ако не е свещено омъжена. Аретуза тайно предава на Язон плана на царя, и героят, в близката пещера, под погледите на боговете, сключва брак с Медея. Сватбеното им легло е драпирано със Златното Руно. На следващата сутрин, Алкиной се убеждава в брака им, след което им дава да преминат безопасно. Колхидците, разочаровани от протеклите се събития и отчаяни от това, че не са изпълнили мисията си, решават да останат да живеят на земите на цар Алкиной.
Аргонавтите отново са изправени пред невъзможно изпитание, след като се озовават в залива Сирт, откъдето кораби не могат да избягат. Героите не виждат надежда, и отчаяно се предават и почват да чакат неизбежната гибел. Тогава Язон е посетен от три нимфи, които му дават надежда и гатанка, която, щом реши, ще му покаже как да спаси аргонавтите. Пелей след дълъг размисъл осъзнава, че няма как да се измъкнат по море, и че трябва да пренесат кораба Арго през пустинята. След дванадесет дни на земя, с кораба Арго на раменете си, аргонавтите се озовават пред реката на бог Тритон и се срещат с хесперидите. Те съобщават на героите, че Херакъл е посетил тази река преди героите да се появят, и е преборил змея Ладон, пазител на златните ябълки. Когато Орфей се моли за помощ на хесперидите, те му пращат извори студена вода. Умират героите Кантос и Мопсос, единият от ухапване от змия, а другият от смъртоносна рана, получена от местен пастир.
Когато аргонавтите отново са напът да се откажат от мисията си, защото не знаят в коя посока да потеглят, се появява бог Тритон, син на Посейдон. Благосклонният бог им показва път по реката към открито море, и дава на Евфем буца пръст, която тайно е предопределена, щом е хвърлена в морето, да се превърне в остров, който ще се казва Тера.
Язон и аргонавтите слушат напътствията на Тритон и успяват да излязат в Средиземно море, след което веднага се отправят към остров Крит. По пътя те се срещат с медния великан Талос, пазител на острова, и Талос хвърля по тях огромни скали и им пречи да преминат нататък. Медея призовава духовете на смъртта, за да помогне на героите, и с вълшебните си способности повалява Талос.
Когато аргонавтите минават през остров Спорад, Евфем хвърля буцата пръст, дадена му от Тритон, и така създава нов остров, който по-късно други герои ще нарекат Тера.
Преди да приключи мисията си, корабът Арго минава през остров Егина, където героите правят обред в чест на Аполон, и почитат изгубените си другари. След тази проява на почит, едновременно към човеци и богове, Язон и аргонавтите завършват приключението си на бреговете на Пагаситийския залив.

## Аргонавтите
| Име        | Характеристика                                                              | Действия | Споменаване по име: [книга], номер на ред |
| ---------- | --------------------------------------------------------------------------- | --- | --- |
| Язон       | Син на Езон и Алкимеда                                                      | | [1] 8, 206, 232, 349, 409, 534, 1330; [2] 122, 211, 491, 871, 1158, 1281; [3] 2, 28, 66, 143, 357, 439, 474, 566, 922, 1147, 1194, 1246, 1363; [4] 63, 79, 107, 165, 170, 352, 393, 454, 489, 1083, 1122, 1152, 1331, 1701 Son of Aeson: [1] 33, 46, 123, 228, 407, 436, 460, 463, 494, 854, 887, 1032, 1084, 1092, 1133, 1288, 1332; [2] 437, 444, 615, 762, 1178, 1271; [3] 58, 60, 86, 169, 194, 282, 288, 318, 385, 475, 491, 509, 542, 574, 752, 913, 941, 961, 973, 1017, 1142, 1163, 1214, 1221, 1262, 1278; [4] 73, 92, 114, 149, 187, 253, 355, 427, 464, 477, 530, 688, 785, 1012, 1087, 1116, 1162, 1313, 1528, 1593, 1664, 1747, 1755 |
| Орфей      | Син на Еагър и Калиопа. Роден в Пиерия, дома на музите. Владетел на Пиерия. | С музиката си Орфей той мотивира екипажа, и установява различни музикални обреди по пътя.                                 | [1] 23, 32, 494, 540, 915, 1134; [2] 161, 685, 928; [4] 905, 1159, 1409, 1547 |
| Астерион   | Син на Комет                                                                | | [1] 35 |
| Полифем    | От Лариса, син на Елиат, бил се е за лапитите срещу кентаврите.             | Изоставен е заедно с Херакъл в края на Книга I, и е предопределен да установи град Киос                                   | [1] 40, 1241, 1347; [4] 1470 |
| Ификъл     | Чичо на Язон                                                                | | [1] 45, 121 |
| Адмет      | Владетел на Перебия                                                         | | [1] 49 |
| Ерит       | Син на Хермес, умел измамник; майка му е Антианера                          | | [1] 52 |
| Екион      | Брат на Ерит, умел измамник                                                 | | [1] 52 |
| Атал       | Полубрат на Ерит и Екоин, майка му е Еполемея.                              | Служи като вестител, заради „вечната си памет“. Предава комуникацията между аргонавтите и жените на Лемнос                | [1] 54, 641; [3] 1175 |
| Корон      | Син на Ценус, храбър герой                                                  | | [1] 57 |
| Мопс       | Син на Аполон, умел в гадаенето по птичките.                                | Съветник е на Язон. Умира от ухапване от змия.                                                                            | [1] 65, 80, 1083, 1106; [2] 923; [3] 543, 916, 938; [4] 1502, 1518 |
| Еридам     | Син на Ктимен                                                               | | [1] 67 |
| Менетей    | Син на Актор, баща на Патрокъл                                              | | [1] 69 |
| Еритей     | Син на Ирус                                                                 | | [1] 71 |
| Ерибот     | Син на Телей                                                                | | [1] 71, 73; [2] 1039 |
| Оилей      | Баща на Аякс                                                                | Ранен от перо на птица на острова на Арес                                                                                 | [1] 74; [2] 1037 |
| Кантон     | Син на Канетон                                                              | Убит от овчар, докато се опитва да открадне овцете му                                                                     | [1] 77; [4] 1467, 1485, 1497 |
| Клит       | Син на Ерит                                                                 | Убива един от долионите, по-късно един от бебриките, след което застрелва птица от острова на Арес                        | [1] 86, 1044; [2] 117, 1043 |
| Ифит       | Брат на Клит                                                                | | [1] 86; [2] 115 |
| Теламон    | син на Еак, царя на Егина                                                   | В края на книга I обвинява Язон в измяна                                                                                  | [1] 93, 1043, 1289, 1330; [3] 196, 363, 440, 515, 1174 |
| Пелей      | Брат на Теламон, и баща на Ахил                                             | Един от съветниците на Язон.                                                                                              | [1] 94, 558, 1042; [2] 829, 868, 1217; [3] 504; [4] 494, 816, 853, 880, 1368 |
| Бут        | Син на Телей                                                                | Изоставен, когато бива привлечен надалеч от кораба от сирени. Афродите го спасява и той отива в Сицилия                   | [1] 95; [4] 914 |
| Фалер      | Син на Алкун                                                                | | [1] 96 |
| Тифус      | Син на Хагнис; Добър навигатор                                              | Кормчия на кораба Арго. Заедно с помощта на Атина минава през Блъскащите скали. Скоро след това умира от тежко заболяване | [1] 105, 381, 401, 522, 561, 956, 1274, 1296; [2] 175, 557, 574, 584, 610, 622, 854 |
| Филей      | Син на Дионис                                                               | | [1] 115 |
| Талай      | Син на Биант                                                                | | [1] 118; [2] 63, 111 |
| Арей       | Брат на Талай                                                               | | [1] 118 |
| Леодок     | Полубрат на горните двама, син на Перо                                      | | [1] 119 |
| Херакъл    | Син на Зевс                                                                 | Разделен от Аргонавтите в край на Книга I, останал да търси оръженосеца си, Хилай.                                        | [1] 122, 197, 341, 349, 397, 426, 631, 855, 864, 993, 997, 1040, 1163, 1242, 1253, 1291, 1303, 1316; [2] 146, 767, 772, 793, 913, 957, 967, 1052; [3] 1233; [4] 538, 1400, 1459, 1469, 1477 |
| Хилай      | Оръженосец на Херакъл                                                       | Отвлечен от водна нимфа, за да ѝ стане съпруг                                                                             | [1] 131, 1207, 1258, 1324, 1350, 1354 |
| Навплий    | Потомък на Посейдон, син на Анимона                                         | | [1] 134; [2] 896 |
| Идмон      | Син на Аполон, гадател                                                      | Разкъсан от диво прасе | [1] 139, 436, 449, 475; [2] 816, 850 |
| Полидевк   | Син на Зевс и Леда                                                          | В битка убива един от долионите, и побеждава краля на бебриките в ръкопашен двубой                                        | [1] 146; [2] 20, 100, 756; [4] 588 |
| Кастор     | Полубрат на Полидевк                                                        | В битка убива един от долионите, и един от бебриките                                                                      | [1] 147; [2] 62; [4] 589l; [1] 148, 1045; [2] 30, 41, 74, 798, 806; [3] 517, 1315; [4] 592 |
| Линкей     | Син на Афарей, има магическо зрение                                         | Наблюдава Херакъл в пустинята в Либия, който е твърде надалеч, за да го стигнат.                                          | [1] 151, 153; [4] 1466, 1478 |
| Идас       | Брат на Линкей                                                              | Убива един от долионите, както и дивото прасе, убило Идмон                                                                | [1] 151, 462, 470, 485, 1044; [2] 830; [3] 516, 556, 1170, 1252 |
| Периклимен | Син на Нелей                                                                | | [1] 156 |
| Амфидам    | Син на Алей                                                                 | Измисля стратегията, с която аргонавтите побеждават птицита на острова на Арес                                            | [1] 161; [2] 1046 |
| Цефей      | Син на Алей, брат на Амфидам и владетел на Тегея                            | | [1] 161 |
| Анкей      | Племенник на горните двама                                                  | | [1] 164, 398, 426, 429, 531; [2] 118 |
| Агес       | Син на Хелиос                                                               | Полубрат е на Колхидския цар, затова Язон го взима там като посланик                                                      | [1] 172; [3] 197, 363, 440 |
| Зет        | Син на Зевс и Антиопа                                                       | | [1] 176 |
| Амфион     | Брат на Зет                                                                 | | [1] 176 |
| Ефим       | Син на Посейдон и Европа, най-бързият мъж от всички мъже                    | Получава буца пръст от Тритон, който по-късно се превръща в острова Тера                                                  | [1] 179; [2] 536, 556, 562, 588, 896; [4] 1466, 1483, 1563, 1732, 1756, 1758, 1764 |
| Ергин      | Потомък на Посейдон                                                         | | [1] 187; [2] 896 |
| Анкей II   | Потомък на Посейдон                                                         | Взима ролята на кормчия, щом Тифус умира                                                                                  | [1] 188; [2] 865, 898, 1276; [4] 210, 1260 |
| Мелеагър   | Син на Ойней                                                                | | [1] 191; [1] 190, 192, 193 1046; [3] 518 |
| Лаокун     | Полубрат на Ойней                                                           | | [1] 191, 192 |
| Ификъл II  | Чичо на Мелеагър                                                            | | [1] 201 |
| Палаймой   | Син на Хефест                                                               | | [1] 202 |
| Ифит II    | Син на Наубол                                                               | | [1] 207 |
| Зет        | Син на бог Борей                                                            | Заедно с брат си Калай прогонва харпиите                                                                                  | [1] 211; [2] 243, 282, 430 |
| Калай      | Брат на Зет                                                                 | Заедно с брат си Зет прогонва харпиите                                                                                    | [1] 211; [2] 282 |
| Акаст      | Син на Пелий                                                                | Убива един от долионите                                                                                                   | [1] 224, 321, 1041, 1082 |
| Аргус      | Син на Фрикс                                                                | Построява кораба Арг | [1] 19, 111, 226, 321, 325, 367, 912, 1119; [2] 613, 1188 |